# Saint-Germain-sur-Ay
Saint-Germain-sur-Ay település Franciaországban, Manche megyében. Lakosainak száma 920 fő (2022. január 1.). Saint-Germain-sur-Ay Bretteville-sur-Ay, Créances, Lessay és La Haye községekkel határos.

## Népesség
A település népessége az elmúlt években az alábbi módon változott:
| Lakosok száma | 511  | 575  | 638  | 852  | 903  | 911  | 909  | 900  | 904  | 920  |
|               | 1968 | 1982 | 1990 | 2006 | 2013 | 2015 | 2017 | 2019 | 2020 | 2022 |